# Rainer Podlesch
Rainer Podlesch (Dobbertin, 4 novembre 1944) è un ex pistard tedesco.

## Palmarès

### Olimpiadi
- 1 medaglia[1]:
  - 1 argento (Città del Messico 1968 nell'inseguimento a squadre)